# Huw Thomas
Sir Huw Jeremy Wyndham Thomas KCVO FRCP (* 25. Februar 1958 in London) ist ein britischer Gastroenterologe und Leibarzt von Elisabeth II. und Charles III. Er ist Arzt am St Mary’s Hospital in London und Professor für gastrointestinale Genetik am Imperial College London und St Mark’s Hospital.
2005 wurde er Arzt am Königlichen Haushalt und im Juli 2014 zum Leiter des Medizinischen Haushalts ernannt, der medizinischen Abteilung des Königlichen Haushalts des britischen Monarchen, und damit zum Leibarzt von Königin Elisabeth II. (Head of the Medical Household and Physician to The Queen).

## Leben
Thomas wurde in London geboren und besuchte die Harrow School. Er studierte Naturwissenschaften am Trinity College in Cambridge und schloss dieses Studium 1979 mit dem Bachelor of Arts (BA) ab. Anschließend absolvierte er ein Medizinstudium am London Hospital Medical College, das er 1982 mit dem Bachelor of Medicine, Bachelor of Surgery (MBBS) abschloss. Später forschte er am Imperial Cancer Research Fund und promovierte 1991 am University College London zur Molekulargenetik von Darmkrebs.
1994 wurde Thomas Arzt am St. Mary’s Hospital in London und Direktor der Family Cancer Clinic am St. Mark’s Hospital in London. 2007 wurde er Professor für gastrointestinale Genetik am Imperial College London.
Zudem arbeitet er am King Edward VII’s Hospital und ist seit 2005 Arzt am Königlichen Haushalt, seit 2014 Leibarzt von Elizabeth II. bzw. Charles III.
Neujahr 2021 wurde er zum Knight Commander of the Royal Victorian Order (KCVO) ernannt.